# Helophilus rex
Helophilus rex is een vliegensoort uit de familie van de zweefvliegen (Syrphidae). De wetenschappelijke naam van de soort is voor het eerst geldig gepubliceerd in 1926 door Curran and Fluke.